# فنی کراسبی
فرانسیس جین کراسبی (به انگلیسی: Frances Jane Crosby) (زاده ۲۴ مارس ۱۸۲۰ میلادی - درگذشته ۱۲ فوریه ۱۹۱۵ میلادی) شاعر، ترانه‌سرا و آهنگ ساز نابینای اهل آمریکا بود. او را اغلب با نام فَنی کراسبی (Fanny Crosby) می‌شناسند. کراسبی را بیشتر برای سروده‌های روحانی پروتستانش می‌شناسند، وی ترانه‌سرای پیشرو در موسیقی گاسپل و یکی از از پرکارترین ترانه‌سراها با نوشتن بیش از ۸۰۰۰ ترانه است. از ترانه‌های کراسبی بیش از ۱۰۰ میلیون نسخه کپی چاپ شده‌است. از فرانسیس کراسبی بیش از ۱۰۰۰ شعر سکولار و چهار کتاب شعر نیز بجا مانده‌است. او در طول عمر هنری خود از بیش از ۲۰۰ نام مستعار در کارهایش استفاده کرده‌است.
نوشته‌های کراسبی باعث شد تا عنوان ملکهٔ نویسندگان آواز انجیل و همین‌طور مادر آواز جمعی مدرن آمریکا را برای وی به ارمغان بیاورد. فنی در ۲۴ مارس ۱۸۲۰ میلادی در روستای بروستر به دنیا آمده بود. که در حدود ۵۰ مایل (۸۰ کیلومتر) شمال نیویورک قرار دارد. او تنها فرزند جان کراسبی از همسر دومش، مرسی کراسبی بود. در سال ۱۸۴۱، نیویورک هرالد مرثیه‌سرایی فنی کراسبی در سوگ درگذشت رئیس‌جمهور ویلیام هنری هریسون را منتشر کرد که این موضوع زمینه‌ساز آغاز فعالیت ادبی او بود. اشعار او به‌طور مرتب در جرایدی همچون ستردی ایونینگ پست، کلینتون سیگنال و فایمنز ژورنال چاپ گردید.